# 오스트레일리아사다새
오스트레일리아사다새(Pelecanus conspicillatus)는 사다새과에 속하는 큰 물새이다. 오스트레일리아와 뉴기니섬, 피지를 비롯하여 인도네시아의 일부 지역에 분포하며, 길을 잃은 미조가 뉴질랜드에서 발견되기도 한다. 검은 날개와 분홍 부리를 가진 흰 새로, 가장 긴 부리를 가진 것으로 알려져 있다. 주로 물고기를 먹으며, 다른 새나 음식 찌꺼기를 먹기도 한다.

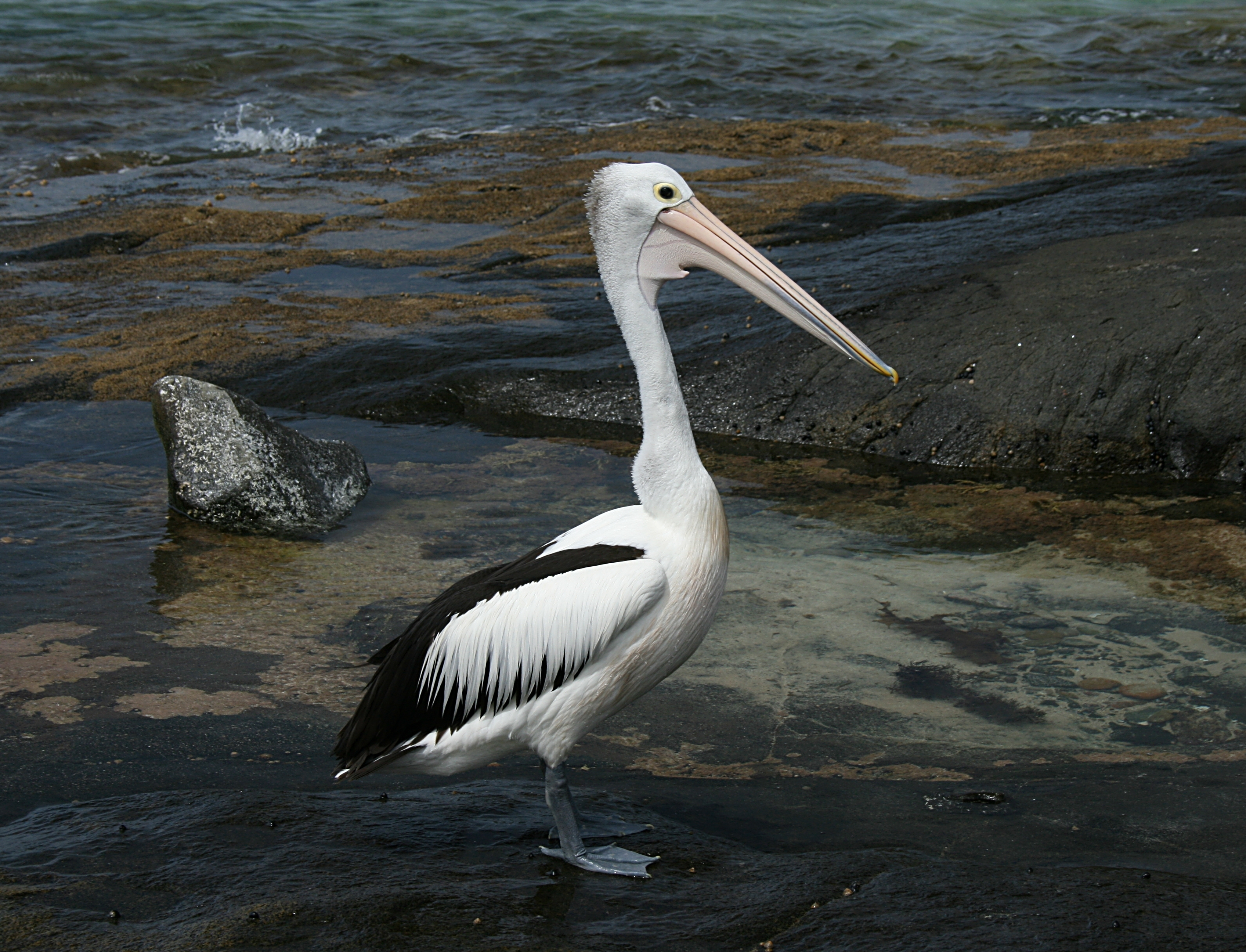